# Projet grec

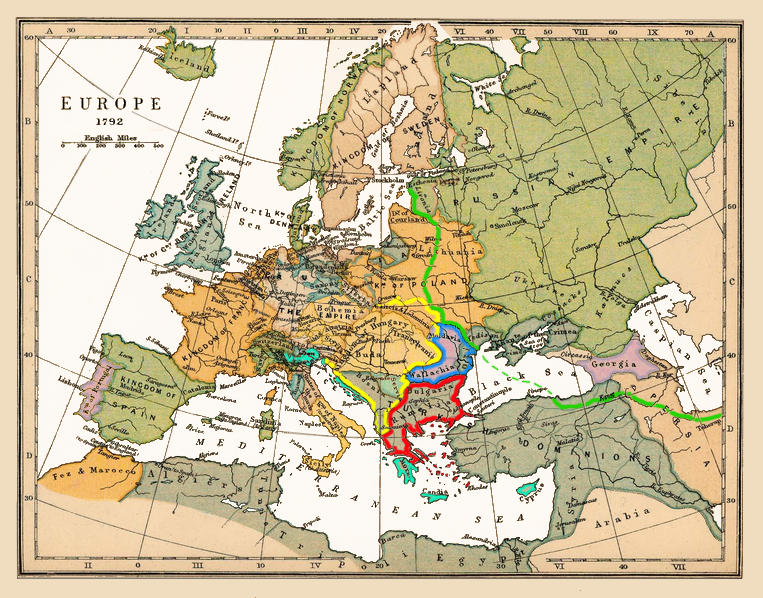
Les projets de Catherine II de Russie au détriment de l'Empire ottoman : en rouge l'« Empire néobyzantin », en bleu le « Royaume de Dacie », en jaune les annexions proposées à l'Empire des Habsbourg et en bleu-vert celles proposées à Venise.

Le projet grec (russe : Греческий проект, grec moderne : Eλληνικό Σχέδιο) est le projet géopolitique de l'impératrice russe Catherine II, qui impliquait le refoulement de l'Empire ottoman en Asie et l'annexion de son territoire européen dans les Balkans par des États satellites de la Russie, la monarchie de Habsbourg et la république de Venise.

## Historique

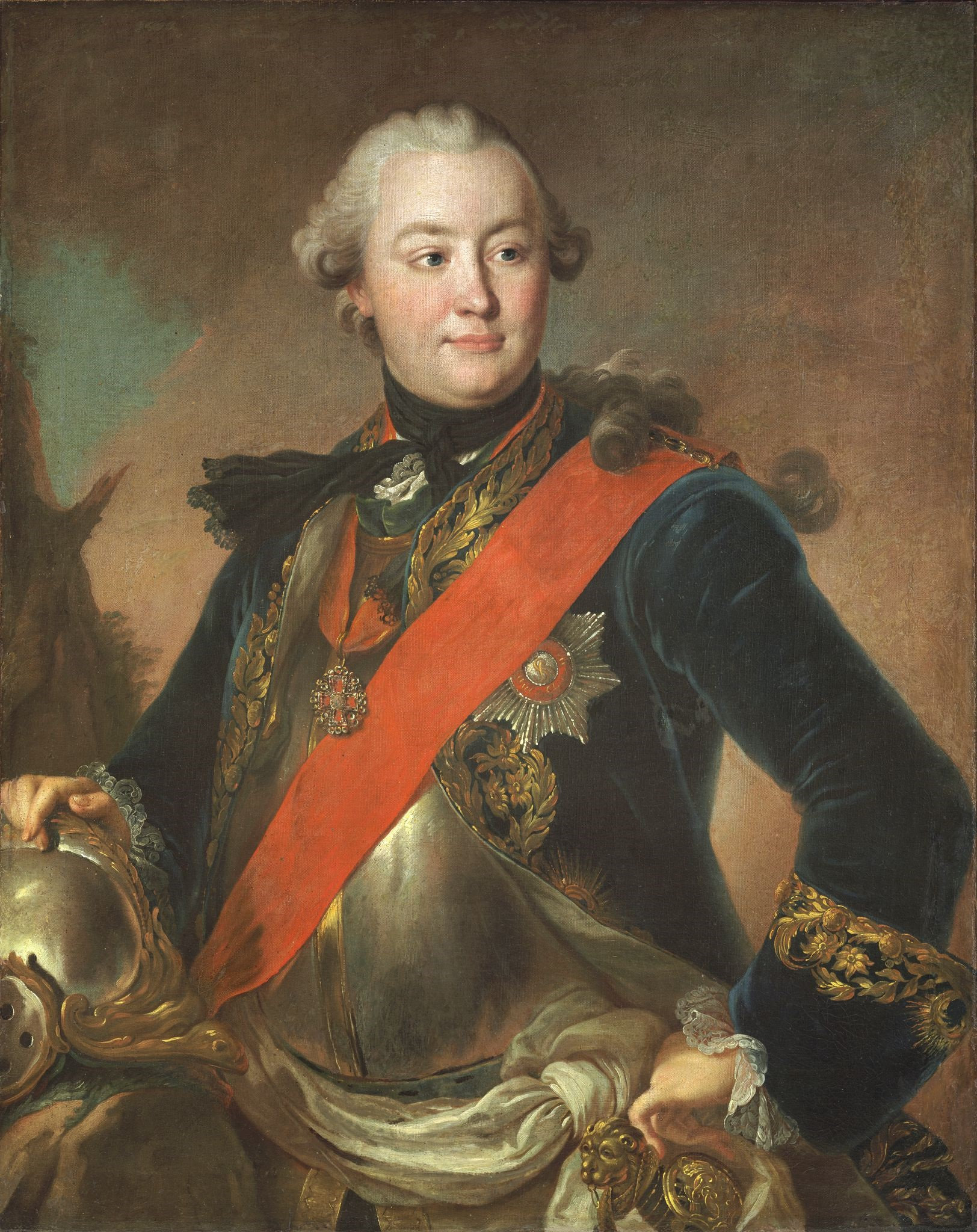
Grigori Orlov.

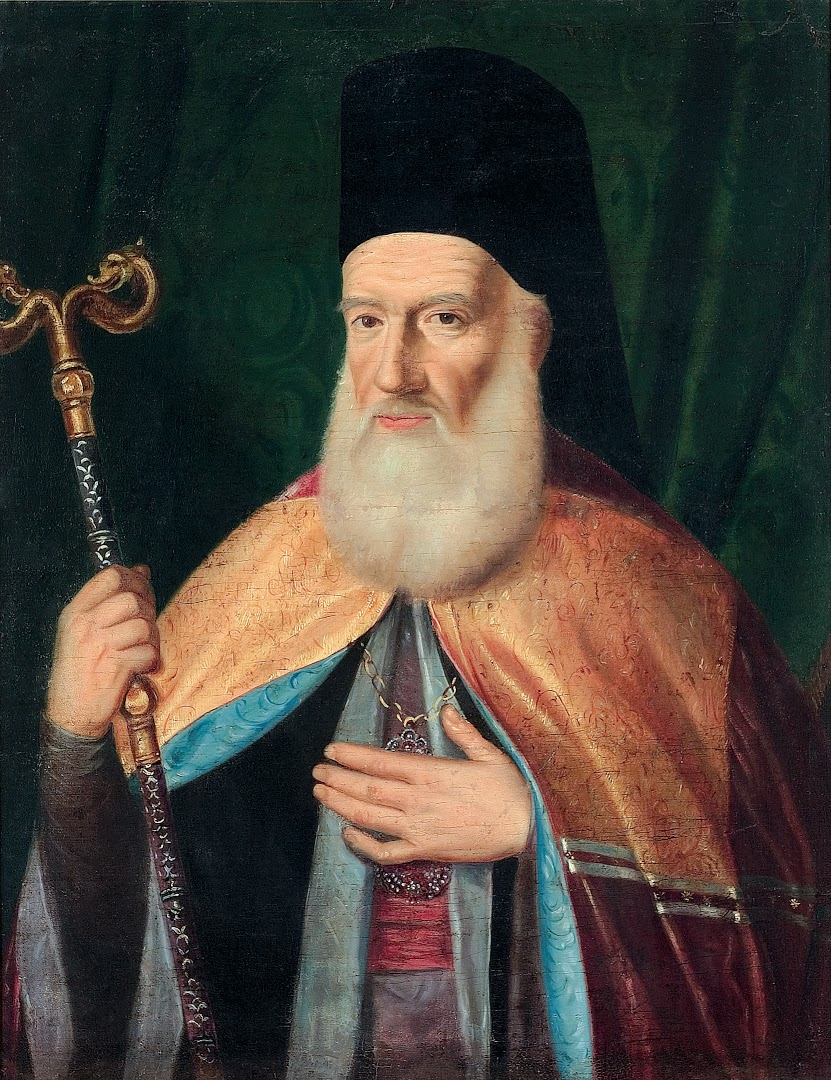
Eugène Voulgaris.

Il s'agit du projet géopolitique sud de la Russie, formulé vers 1770 par Grigori Orlov et Eugène Voulgaris pour prendre le contrôle des bouches du Danube et des Détroits de la mer Noire et pour accéder à la mer Méditerranée, sous prétexte de « libérer les chrétiens » des Balkans de la tutelle musulmane turque. Ces chrétiens orthodoxes relevaient alors tous du Patriarcat œcuménique de Constantinople et depuis le Moyen Âge, étaient indistinctement appelés « Grecs » à l'époque des Lumières et avant le développement de l'historiographie moderne au XIXe siècle, qu'ils fussent de culture grecque, bulgare, roumaine ou autre. Une amitié nouvelle entre Saint-Pétersbourg et Vienne voit le jour quand l’attitude bienveillante du roi de France envers la Russie ne protège plus l’empire ottoman ; Joseph II applaudit à ce projet dans une lettre datée du 10 septembre 1782. Les deux alliés étaient d’accord pour détruire l’empire ottoman, « ennemi du monde chrétien et de l’Europe ».  
Entre le Danube, la Méditerranée et Constantinople, un « Empire néo-byzantin » à la population principalement bulgare et grecque devait être dirigé par le petit-fils de l'impératrice russe : Constantin Pavlovitch : son prénom, choisi en fonction de ce rêve grec de Catherine II, rappelait celui du fondateur de Constantinople, Constantin Ier. Entre cet Empire et la Russie elle-même, un « Royaume dace » à la population principalement roumaine devait être formé à partir des deux principautés danubiennes avec l'appui de la noblesse roumaine, pour être dirigé par le favori de Catherine II : Grigori Potemkine. 
La plus grande partie de ce projet resta dans les cartons, mais une modeste disposition devint réalité à la paix de Koutchouk-Kaïnardji, l'Empire ottoman acceptant que la Russie devienne la « protectrice » de ses sujets chrétiens orthodoxes. La Russie dut attendre le traité de Bucarest (1812) pour arriver à toucher le Danube en annexant la moitié orientale de la principauté de Moldavie, et le traité d'Andrinople (1829) pour pouvoir contrôler les bouches du fleuve (qu'elle devra rendre aux Ottomans à l'issue de la guerre de Crimée, en 1856). L'« Empire néo-byzantin » et le « Royaume dace » imaginés par Voulgaris et Orlov restèrent lettre morte et la Russie ne réussit pas à prendre le contrôle des Détroits, mais ce projet contribua à nourrir l'imaginaire des renaissances culturelles grecque, bulgare et roumaine, qui débouchèrent sur l'émancipation des peuples des Balkans à la faveur de la guerre russo-turque de 1877-1878.
Ce projet marque le début de la « question d'Orient » et du « Grand Jeu », car l'influence russe concurrence les influences britannique et française en Orient (cette dernière, formulée par l'alliance franco-ottomane). Plus d'un siècle après les traités de Westphalie, ce que l'on appelle la révolution diplomatique modifie l'équilibre des pouvoirs : aux facteurs qui ont provoqué les guerres napoléoniennes s'ajoutent désormais, d'une part des enjeux mondiaux liés à la rivalité entre les expansions impériales des grandes puissances coloniales et d'autre part des enjeux locaux liés à l'émergence des nations modernes.